# Tito A. Spagnol
Tito A. Spagnol, né le 15 mars 1895 à Vittorio Veneto, dans la province de Trévise, en Italie, et mort dans la même ville le 22 novembre 1979, est un écrivain, un journaliste et un réalisateur italien, auteur de roman policier et de roman d'espionnage.

## Biographie
Journaliste, il travaille pour plusieurs journaux comme Il Nuovo Corriere et Il Sereno. Il est le correspondant de Paris-Presse. Parti s'installer aux États-Unis, il travaille à Hollywood avec Frank Capra. De retour en Italie, il reprend son métier de journaliste pour différents journaux, L'Italiano, L'Italia Letteraria (it), Omnibus et Novella.
En 1934, il publie son premier roman Dans la griffe du lion (L'unghia del leone) dans lequel il met en scène Alfred Gunsman, un détective privé. En 1935, il crée dans La bambola insanguinata, un second héros, Don Poldo, un vieux prêtre, qui est également entomologiste et enquêteur amateur.
Selon Claude Mesplède, Tito A. Spagnol « s'est largement inspiré du roman hard boiled américain ».
La notte d'Amburgo, paru en 1937, est un roman d'espionnage situé à l'époque napoléonienne. 

## Œuvre

### Romans

#### SérieAlfred Gunsman
- L'unghia del leone (1934) Publié en français sous le titre Dans la griffe du lion, Éditions Gallimard, coll. « Détective » no 54 (1935)
- La notte impossible (1937)

#### SérieDon Poldo
- La bambola insanguinata (1935)
- Uno, due, tre (1936)

#### Autres romans
- La notte d'Amburgo (1937)
- L'ombrellino viola (1938)
- Sotto la cenere (1938)

## Filmographie
- 1921 : La sconosciuta, coréalisé avec Bianca Virginia Camagni
- 1921 : Fantasia, coréalisé avec Bianca Virginia Camagni

## Sources
: document utilisé comme source pour la rédaction de cet article.
- Claude Mesplède (dir.), Dictionnaire des littératures policières, vol. 2 : J - Z, Nantes, Joseph K, coll. « Temps noir », 2007, 1086 p. (ISBN 978-2-910-68645-1, OCLC 315873361), p. 809.